# Sauvagesia ericoides
Sauvagesia ericoides är en tvåhjärtbladig växtart som först beskrevs av A. St.-hil., och fick sitt nu gällande namn av C. Sastre. Sauvagesia ericoides ingår i släktet Sauvagesia och familjen Ochnaceae. Inga underarter finns listade i Catalogue of Life.